# Indigofera leucotricha
Indigofera leucotricha är en ärtväxtart som beskrevs av Ernst Georg Pritzel. Indigofera leucotricha ingår i släktet indigosläktet, och familjen ärtväxter. Inga underarter finns listade i Catalogue of Life.